# Blanka Bíró
Blanka Bíró (født 22. september 1994 i Vác) er en ungarsk håndboldspiller, som spiller for Ferencváros TC i og det ungarske landshold.